# Định lý Wilson
Trong lý thuyết số, định lý Wilson phát biểu rằng: cho p là số tự nhiên lớn hơn 1, khi đó p là số nguyên tố, khi và chỉ khi (p-1)!+1 chia hết cho p.
Mở rộng với số nguyên dương n lẻ, n>1 và {\displaystyle S=\{x\in \mathbb {Z} |1\leq x\leq n,UCLN(x,n)=UCLN(x+1,n)=1\}} thì {\displaystyle \prod _{x\in S}x\equiv 1{\pmod {n}})}

## Lịch sử
Định lý này được khám phá lần đầu bởi Bhaskara I (600 - 680), sau được giải thích bởi Ibn al-Haytham (thường được gọi là Alhazen Thời Trung cổ) vào khoảng năm 1000, nhưng được đặt tên theo John Wilson (1741 - 1793), người đã phát biểu nó vào thế kỷ XVIII. Lagrange là người đầu tiên đưa ra chứng minh cho định lý này năm 1773. Có bằng chứng cho thấy Leibniz cũng đã biết về định lý này, nhưng ông đã không công bố.

## Chứng minh
"Nếu (p-1)!+1 chia hết cho p thì p là số nguyên tố" là điều hiển nhiên. Vì khi đó p sẽ nguyên tố cùng nhau với các số từ 1 đến p-1, do đó nó không có ước nào khác ngoài 1 và chính nó.
Chiều ngược lại ta phải chứng minh "nếu p là số nguyên tố thì (p-1)!+1 chia hết cho p".
Xét đa thức:
{\displaystyle g(x)=(x-1)\cdot (x-2)...\cdot (x-(p-1))}
và:
{\displaystyle f(x)=g(x)-(x^{p-1}-1)}.
Rõ ràng, phương trình {\displaystyle g(x)\equiv 0{\pmod {p}}} có p-1 nghiệm là 1,2,...,p-1.
Theo định lý Fermat nhỏ, {\displaystyle x^{p-1}-1\equiv 0{\pmod {p}}} có (p-1) nghiệm là 1,2,...,p-1.
Vậy, phương trình {\displaystyle f(x)\equiv 0{\pmod {p}}} cũng có p-1 nghiệm là 1,2,...,p-1.
Mà đa thức f(x) có bậc nhỏ hơn p-1.
Do đó, theo định lý Lagrange, các hệ số của f(x) đồng dư với 0 theo module p.
Hệ số tự do của f(x) bằng (p-1)!+1. Suy ra điều phải chứng minh.

## Mở rộng

### Tổng quát hóa
Định lý trên có thể tổng quát hóa như sau:
Nếu có k số nguyên tố cùng nhau với n và nhỏ hơn n thì:
{\displaystyle r_{1}\cdot r_{2}\cdot \ldots \cdot r_{k-1}\cdot r_{k}\equiv (-1)^{k-1}{\pmod {n}}}.

### Mở rộng của Gauss
Mở rộng của Carl Friedrich Gauss:
{\displaystyle \prod _{k=1 \atop (k,m)=1}^{m}\!\!k\ \equiv \ \left\{{\begin{matrix}\ \ 0{\pmod {m}}&{\mbox{if }}m=1\\-1{\pmod {m}}&{\mbox{if }}m=4,\;p^{\alpha },\;2p^{\alpha }\\\ \ 1{\pmod {m}}&{\mbox{otherwise}}\end{matrix}}\right.}
Trong đó p là số nguyên tố lẻ bất kì, {\displaystyle \alpha } là số nguyên dương bất kì.